# Chirosia nodula
Chirosia nodula este o specie de muște din genul Chirosia, familia Anthomyiidae, descrisă de Li, Cui și Fan în anul 1993.
Este endemică în Henan. Conform Catalogue of Life specia Chirosia nodula nu are subspecii cunoscute.